# Malenovice (okres Frýdek-Místek)
Obec Malenovice (německy Malenowitz) se nachází pod Lysou horou v Beskydech v okrese Frýdek-Místek v Moravskoslezském kraji. Žije zde 790 obyvatel.
U obce se nacházejí lyžařské vleky a sjezdovky. 

## Název
Místní název byl odvozen od osobního jména Malen (to od přívlastku malý), výchozí tvar Malenovici byl pojmenováním obyvatel vsi a jeho význam byl "Malenovi lidé". Z roku 1736 a 1808 je doložena i podoba Malinov vytvořená podle domnělé souvislosti jména vsi s malinou (v místním nářečí vyslovovanou malena).

## Historie
První písemná zmínka o obci pochází z roku 1610.
Od roku 1799 do roku 1894 se v Malenovicích těžila železná ruda, která se tu vyskytovala s velkým obsahem železa. Poslední těžba byla U mlýnků na řece Satině. V severní části obce byl rozšířen chov ovcí. 
Dne 1.1.1980 byly Malenovice přičleněny k Frýdlantu nad Ostravicí a trvalo téměř 10 let než se dne 24.11.1990 staly opět samostatnou obcí. Zvláště v posledním desetiletí zaznamenává obec opět příliv nových obyvatel spojený s výstavbou rodinných domů. Dále se zde také hojně rozvíjí turismus, který souvisí zejména s polohou obce, jež je tak častým výchozím bodem na Lysou horu.
| 1869 | 1880 | 1890 | 1900 | 1910 | 1921 | 1930 | 1950 | 1961 | 1970 | 1980 | 1991 | 2001 | 2011 | 2019 |
| ---- | ---- | ---- | ---- | ---- | ---- | ---- | ---- | ---- | ---- | ---- | ---- | ---- | ---- | ---- |
| 624  | 660  | 632  | 654  | 690  | 619  | 586  | 487  | 517  | 390  | 347  | 274  | 377  | 636  | 768  |

## Pamětihodnosti
- Kostel svatého Ignáce z Loyoly na kopci Borová
- Přírodní rezervace Lysá hora
- Přírodní rezervace Malenovický kotel
- Přírodní památka Ondrášovy díry
- Přírodní památka Pod Lukšincem
- Přírodní památka Vodopády Satiny

## Galerie

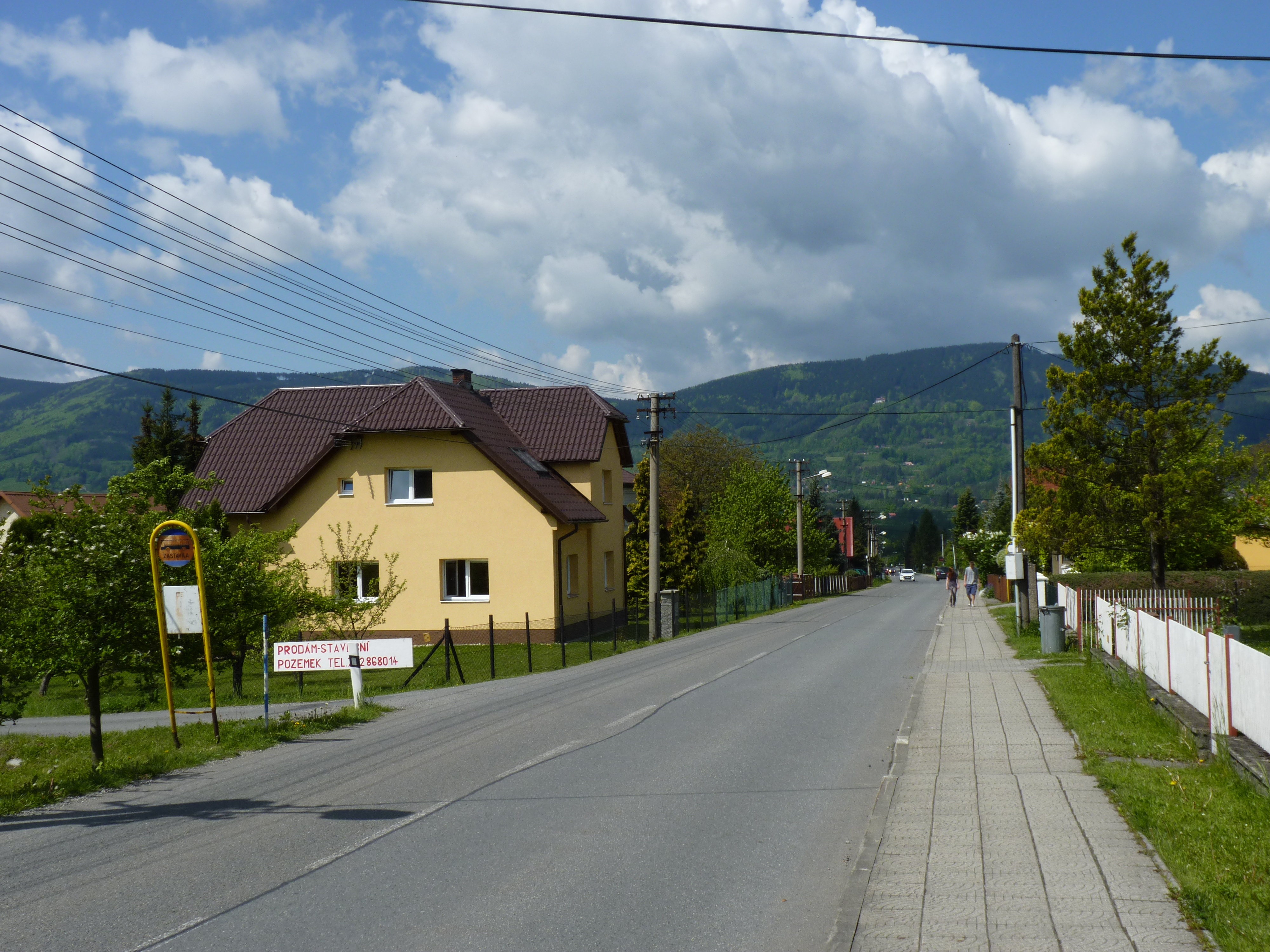
Ulice
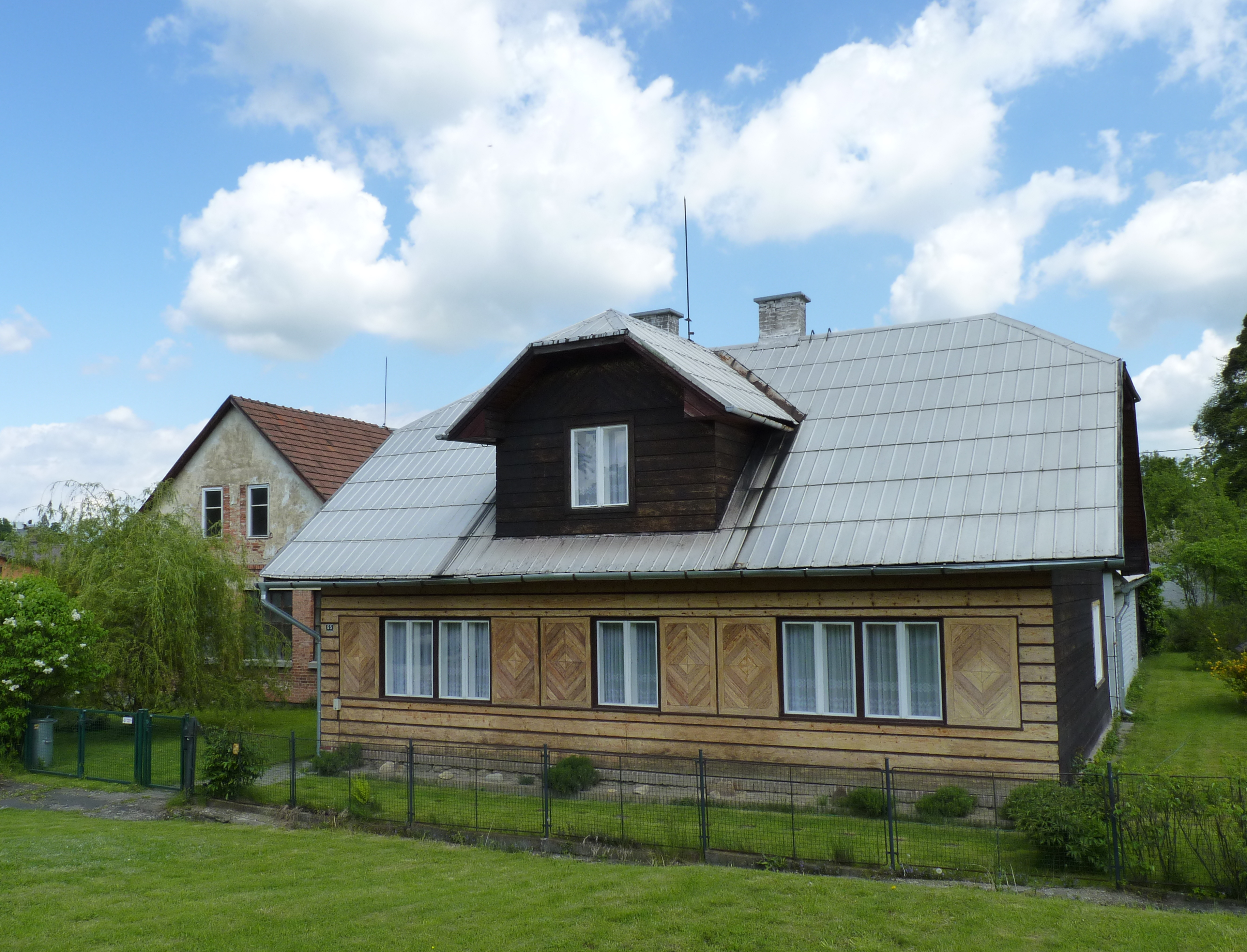
Lidová architektura
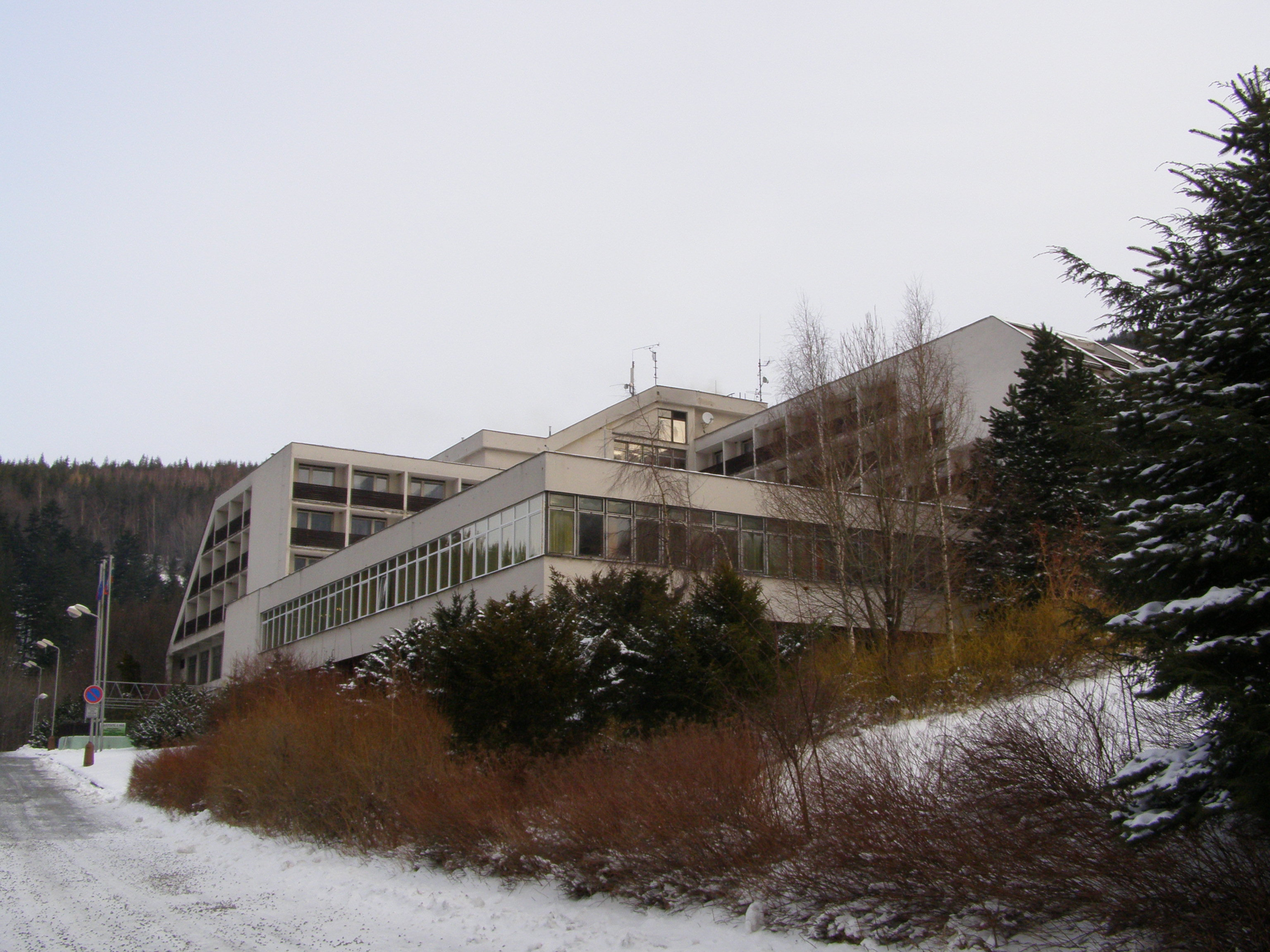
Hotel Petr Bezruč
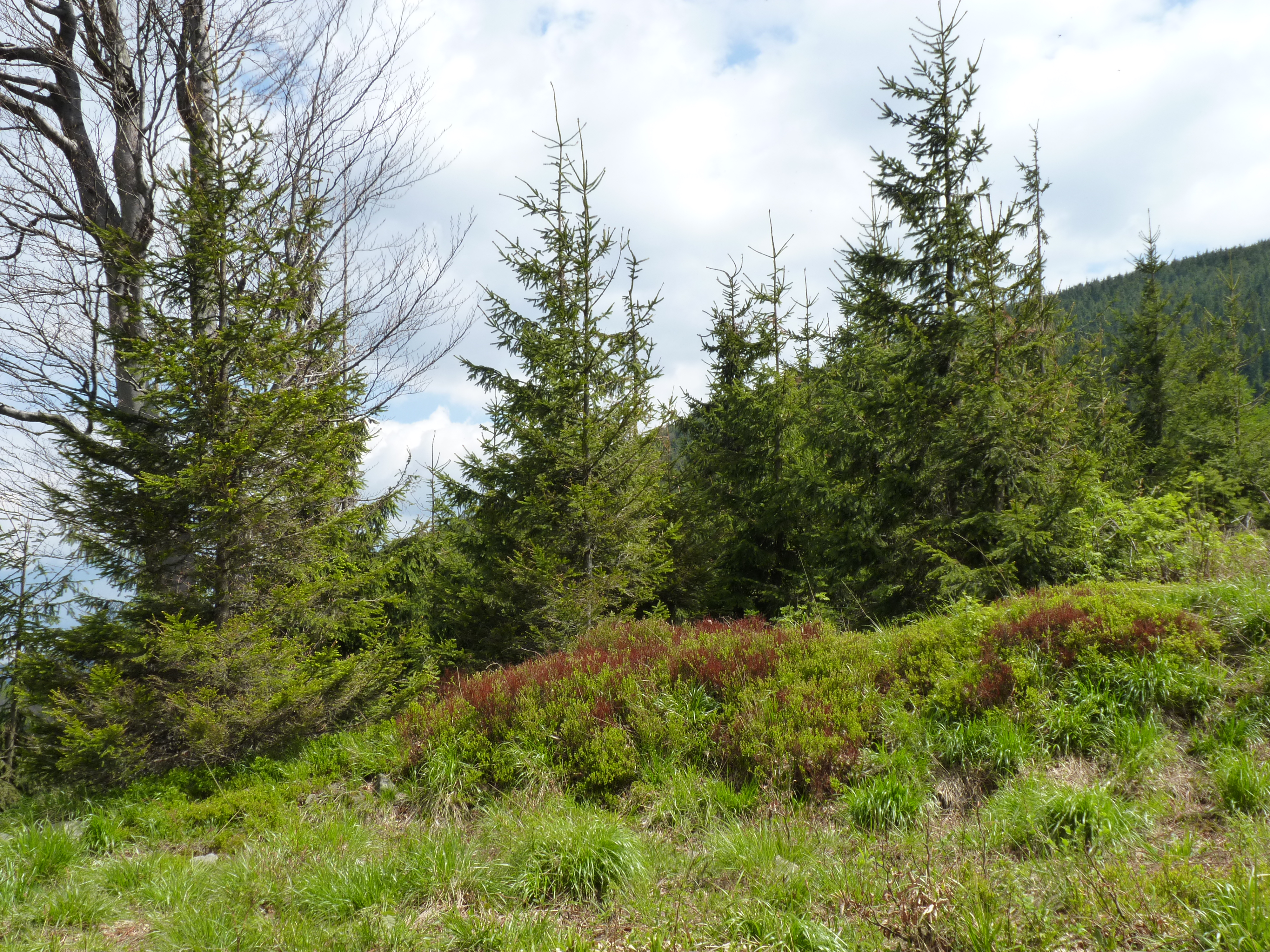
Přírodní rezervace Malenovický kotel
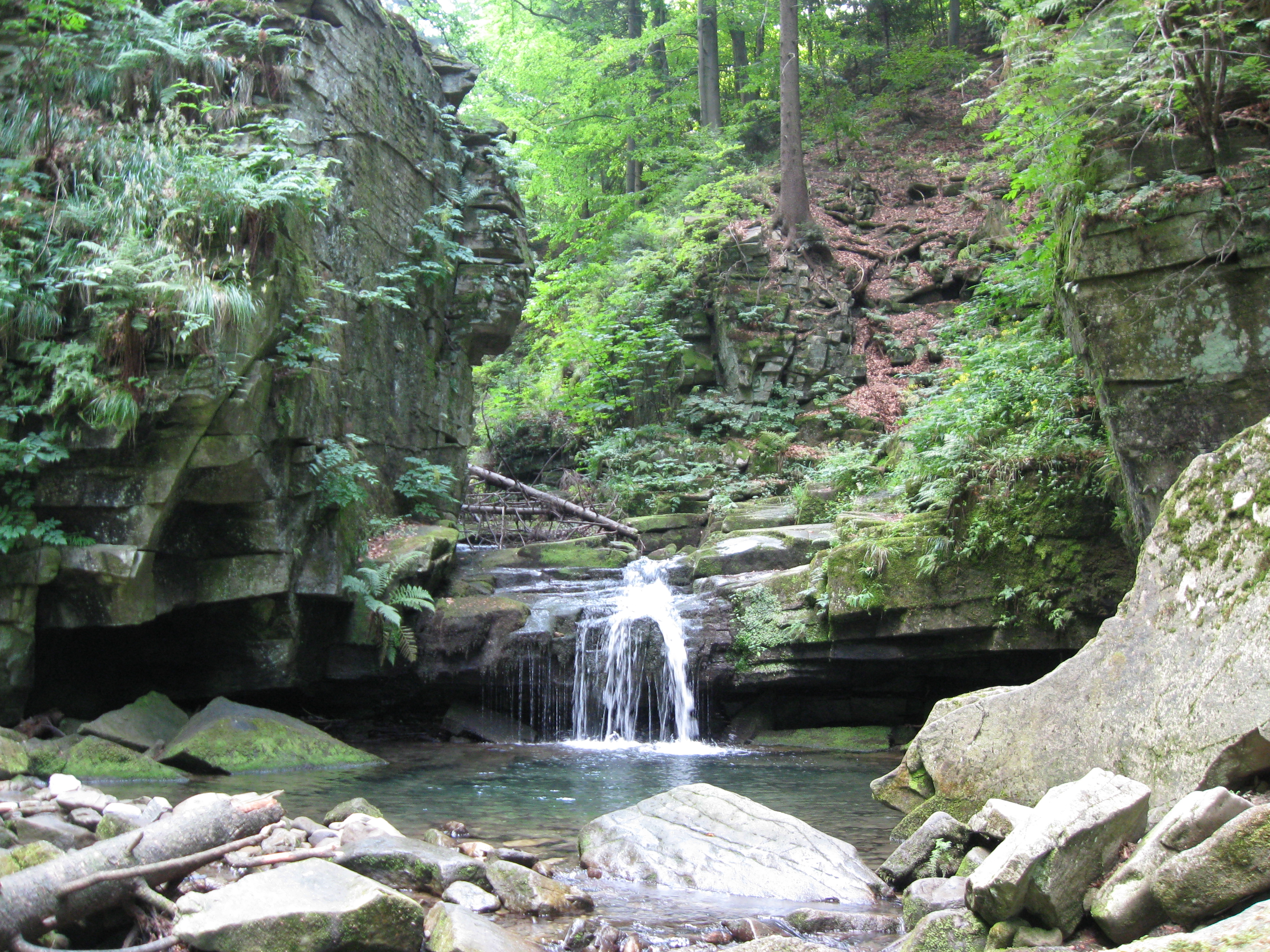
Vodopády Satiny

## Obyvatelstvo

Věková struktura obyvatel obce Malenovice roku 2011